# Осока раздельная
Осо́ка разде́льная (лат. Carex divisa) — многолетнее травянистое растение, вид рода Осока (Carex) семейства Осоковые (Cyperaceae).

## Распространение и экология
Ареал вида охватывает Атлантическую, Центральную: Австрия и Чехия; Южную Европу, Европейскую часть России: крайний юг Причерноземья; Украину: Крым; Кавказ, Среднюю Азию: полуостров Мангышлак, Прибалхашье, Горный Туркменистан (Копетдаг, Большие Балханы, Батхыз), Узбекистан (бассейн реки Сыр-Дарьи), Западный Тянь-Шань, Памиро-Алай (кроме Западного и Восточного Памира); Западную Азию, Центральную Азию: Восточный Тибет; Южную Азию: Пакистан, Западные Гималаи; Северную Африку, Австралию: юг и остров Тасмания (как заносное); Новую Зеландию (как заносное).
Произрастает на сырых, песчаных, нередко солонцеватых местах, болотистых лугах, на песчаных берегах речек, ручьёв, небольших озёр, у родников и арыков; на равнине и в предгорьях, реже в нижнем поясе гор.

## Ботаническое описание
Серо-зелёное растение, с длинным ползучим и толстым, деревянистым, с толстой плотной корой, покрытым прижатыми волокнами корневищем.
Стебли наверху шероховатые, высотой 25—60 см, у основания одеты широкими бурыми, безлистными влагалищами.
Листья длинные, большей частью полусвёрнутые, короче стебля, шириной 2—2,5 мм.
Колоски в числе (3)5—(7)15, андрогинные, яйцевидные, собраны в продолговатый, длиной до 3 см, лопастный и часто раздвинутый колос. Чешуи яйцевидные, заострённо-шиповатые, ржаво-бурые, со светлыми килем и краями, равные мешочкам. Мешочки кожистые, яйцевидные, широкояйцевидные или эллиптические, длиной 3,5—4(4,5) мм, 2,2—2,4 мм шириной, сзади плоские, спереди сильно выпуклые, с многочисленными ребристыми жилками и округлым основанием, на неясной ножке, с очень узким, только кверху выраженным, мелко зубчатым краем, суженные в короткий, почти конический, слабо двузубчатый, спереди клиновидно расщеплённый шероховатый носик. Кроющие листья обычно чешуевидные.
Цветёт в марте — июне. Плодоносит в мае — августе.
Число хромосом 2n=60 (Kjellqvist, Löve, 1963; Löve, Kjellqvist, 1973).
Вид описан из Англии.

## Таксономия
Вид Осока раздельная входит в род Осока (Carex) трибы Cariceae подсемейства Сытевые (Cariceae) семейства Осоковые (Apiaceae) порядка Злакоцветные (Poales).
|  |                                      |  |                                                             |                                                             |                    |  | ещё 17 семейств (согласно Системе APG II) | ещё 17 семейств (согласно Системе APG II)         |                                                   |  |  |  | ещё 13 триб (согласно Системе APG II) | ещё 13 триб (согласно Системе APG II) |  |  |  |  | ещё более 2450 видов | ещё более 2450 видов |
|  |                                      |  |                                                             |                                                             |                    |  | ещё 17 семейств (согласно Системе APG II) | ещё 17 семейств (согласно Системе APG II)         |                                                   |  |  |  | ещё 13 триб (согласно Системе APG II) | ещё 13 триб (согласно Системе APG II) |  |  |  |  | ещё более 2450 видов | ещё более 2450 видов |
|  |                                      |  |                                                             | порядок Злакоцветные                                        |                    |  |                                           |                                                   | подсемейство Сытевые                              |  |  |  |                                       | род Осока                             |  |  |  |  |                      |                      |
|  |                                      |  |                                                             | порядок Злакоцветные                                        |                    |  |                                           |                                                   | подсемейство Сытевые                              |  |  |  |                                       | род Осока                             |  |  |  |  |                      |                      |
|  | отдел Цветковые, или Покрытосеменные |  |                                                             |                                                             | семейство Осоковые |  |                                           |                                                   | триба Cariceae                                    |  |  |  | вид Осока раздельная                  |                                       |  |  |  |  |                      |                      |
|  | отдел Цветковые, или Покрытосеменные |  |                                                             |                                                             |                    |  |                                           |                                                   |                                                   |  |  |  |                                       |                                       |  |  |  |  |                      |                      |
|  |                                      |  | ещё 44 порядка цветковых растений (согласно Системе APG II) | ещё 44 порядка цветковых растений (согласно Системе APG II) |                    |  |                                           | подсемейство Мапаниевые (согласно Системе APG II) | подсемейство Мапаниевые (согласно Системе APG II) |  |  |  | ещё около 100 родов                   | ещё около 100 родов                   |  |  |  |  |                      |                      |
|  |                                      |  |                                                             | ещё 44 порядка цветковых растений (согласно Системе APG II) |                    |  |                                           |                                                   | подсемейство Мапаниевые (согласно Системе APG II) |  |  |  |                                       | ещё около 100 родов                   |  |  |  |  |                      |                      |